# Pienocentras
Pienocentras (dt. 'Milchzentrum') war der Verband der litauischen Unternehmen.  Man wollte die   wirtschaftliche Leistungsfähigkeit  der Milch verarbeitenden Unternehmen  erhöhen, die Qualität der Milchprodukte und die Vertriebsorganisation erweitern und  verbessern. Der Sitz war in Kaunas, Laisvės al. 55/S. Daukanto g. 18.

## Geschichte
„Pienocentras“ wurde am 1. Januar 1927 von Lietūkis errichtet. "Lietūkis" übertrug seine Molkerei-Abteilungen, da er begann, sich zu spezialisieren und das Kerngeschäft (Handel, Marketing) zu erweitern.
1928 hatte „Pienocentras“ 241 Molkereien und  327 Milch-Sammelstellen, 17.293 Milchbauern (sie lieferten 40.247 Tonnen Milch). 1939 gab es 176 Molkereien und 2.159 Milch-Punkte, in denen  106.905 Landwirte 499.297 Tonnen Milch lieferten (Lieferung 12-mal erhöht).
1939 gab es Kapitalerhöhung auf 10 Millionen Litas. 1939 produzierte "Pienocentras" 19.900 Tonnen Butter, von denen 17 300 Tonnen exportiert wurden. Auf Butter- und Ei-Produkte entfielen 25 % der gesamten litauischen Exporte (1939).
Die litauische Regierung unterstützte "Pienocentras" mit 95 Millionen Litas.

## Quelle
1. ↑  Juozas Skirius: Kooperatyvų kūrimas ir akcinės bendrovės Lietuvoje